# Tomosvaryella appendipes
Tomosvaryella appendipes is een vliegensoort uit de familie van de oogkopvliegen (Pipunculidae). De wetenschappelijke naam van de soort is voor het eerst geldig gepubliceerd in 1911 door Cresson.